# Enrique Sobisch
Enrique Omar Sobisch (San Rafael, 31 de diciembre de 1929 - Madrid, 12 de diciembre de 1989) fue un pintor y dibujante argentino.

## Vida
Nació en la ciudad de San Rafael, en el sur de la provincia de Mendoza. Se trasladó con su familia a la capital de esa provincia, donde estudió en la Academia Superior de Artes Plásticas de la Universidad Nacional de Cuyo y, simultáneamente, en la Escuela Provincial de Bellas Artes. En esta última, fueron sus maestros el grabador triestino Sergio Sergi (en dibujo y grabado), Ramón Gómez Cornet y Roberto Azzoni (en pintura) y Lorenzo Domínguez (en escultura).
Compartió sus estudios con los pintores mendocinos Orlando Pardo y Carlos Alonso. Asimismo, fue discípulo del prestigioso artista argentino Lino Eneas Spilimbergo. Fundó ―junto con un grupo de jóvenes intelectuales― la revista literaria Voces, avalada por Ezequiel Martínez Estrada.
Ilustró el libro El criador de gorilas, de Roberto Arlt. En 1958 se trasladó a México, para perfeccionar sus estudios. En 1960 retornó a Mendoza, donde continuó una intensa actividad artística. En 1963 ilustró la portada del libro El mar, de Justo Pedro Franco.[cita requerida] Posteriormente, en 1969, se instaló en Buenos Aires, donde continuó con su fecunda labor creativa. 
En 1978 realizó en Buenos Aires una exposición de más de cien obras en homenaje al eximio pintor ruso Marc Chagall, la que es agradecida personalmente por éste. En 1979, se radicó definitivamente en Madrid, donde desarrolló su etapa artística más prolífica y madura. En esta ciudad, además, desarrolló una intensa actividad docente, en su propio taller, contribuyendo, de este modo, a formar nuevas generaciones de pintores; varios de ellos de gran prestigio. Durante su estada en Madrid lo unió una estrecha relación con Antonio Di Benedetto y Ambrosio García Lao ―padre este último de la escritora Fernanda García Lao― de quienes comprendió la exacta dimensión de su «exilio».
Sobisch encabezó durante 40 años las vanguardias de la figuración, a través de un dibujo excepcional. Fue premiado en diversas oportunidades por su mérito artístico. Una de sus obras ―Mendoza. Contraluz― integra la colección permanente del Museo de Bellas Artes Emiliano Guiñazú-Casa de Fader, en la provincia de Mendoza, donde se hallan las pinturas y murales más importantes del distinguido pintor Fernando Fader; y también de los más reconocidos pintores y escultores mendocinos, como
Fidel de Lucía,
Fidel Roig Matons,
Roberto Azzoni,
Svradco Ducmelic,
Roberto Cascarini,
Juan Scalco,
Rafael Montemayor,
Orlando Pardo,
Eduardo Hoffmann,
Egar Murillo,
José Scacco,
Antonio Sarelli,
Alfredo Severino y
Francisco Villodas, entre otros.
A lo largo de su fecunda vida, Sobisch tuvo un permanente y sincero compromiso político, que se exterioriza ―entre múltiples ejemplos― en su participación en la exposición del Grupo Greda, denominada La Epopeya Patagónica (1920-1922). En justo reconocimiento a ese compromiso político, fue incluido ―entre otros pintores argentinos― en las Primeras Jornadas por la Memoria, la Verdad y la Justicia, realizadas en el Colegio Mayor Argentino de la ciudad de Madrid, en el Día Internacional de los Derechos Humanos, en diciembre de 2011.
Su vasta y magnífica obra mereció el elogio de numerosos críticos de arte, escritores, pintores y poetas; entre otros, de Raúl Chavarri (revista Diart, Madrid); Mariano Pagés y Manuel Andújar.

## Su obra y etapas pictóricas

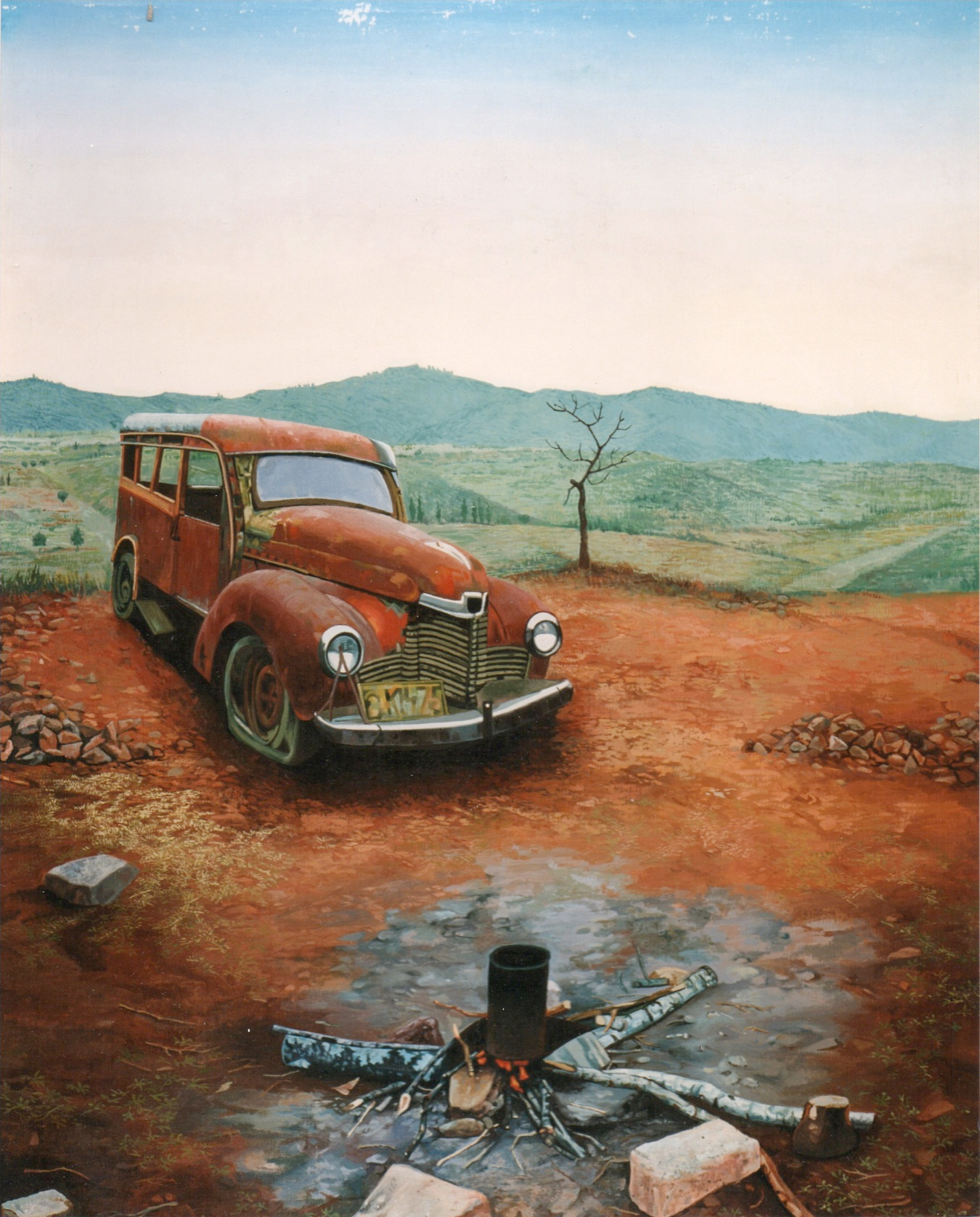
Dawn (1989).

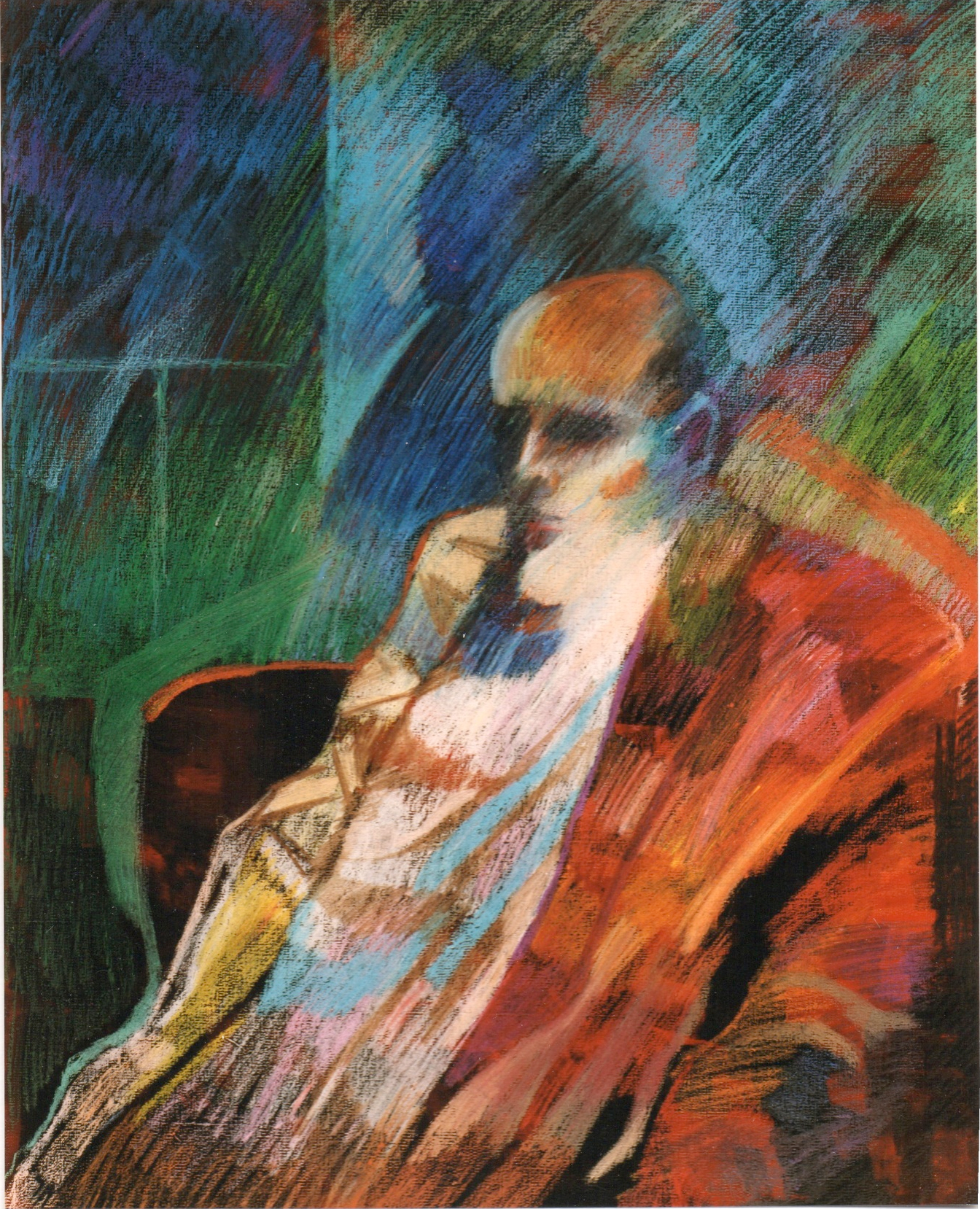
"Sin título" (1978).

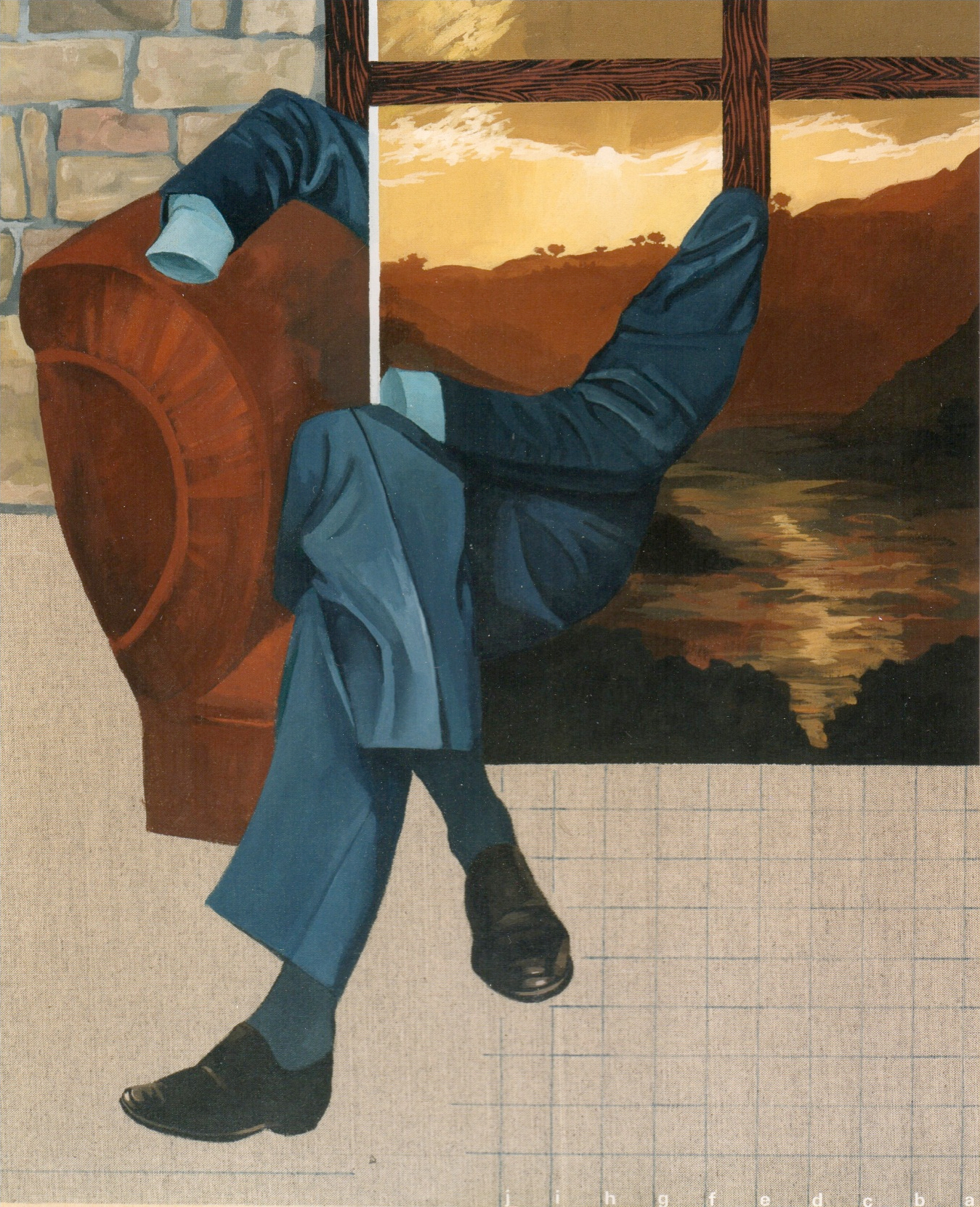
Paisaje con figura (1981).

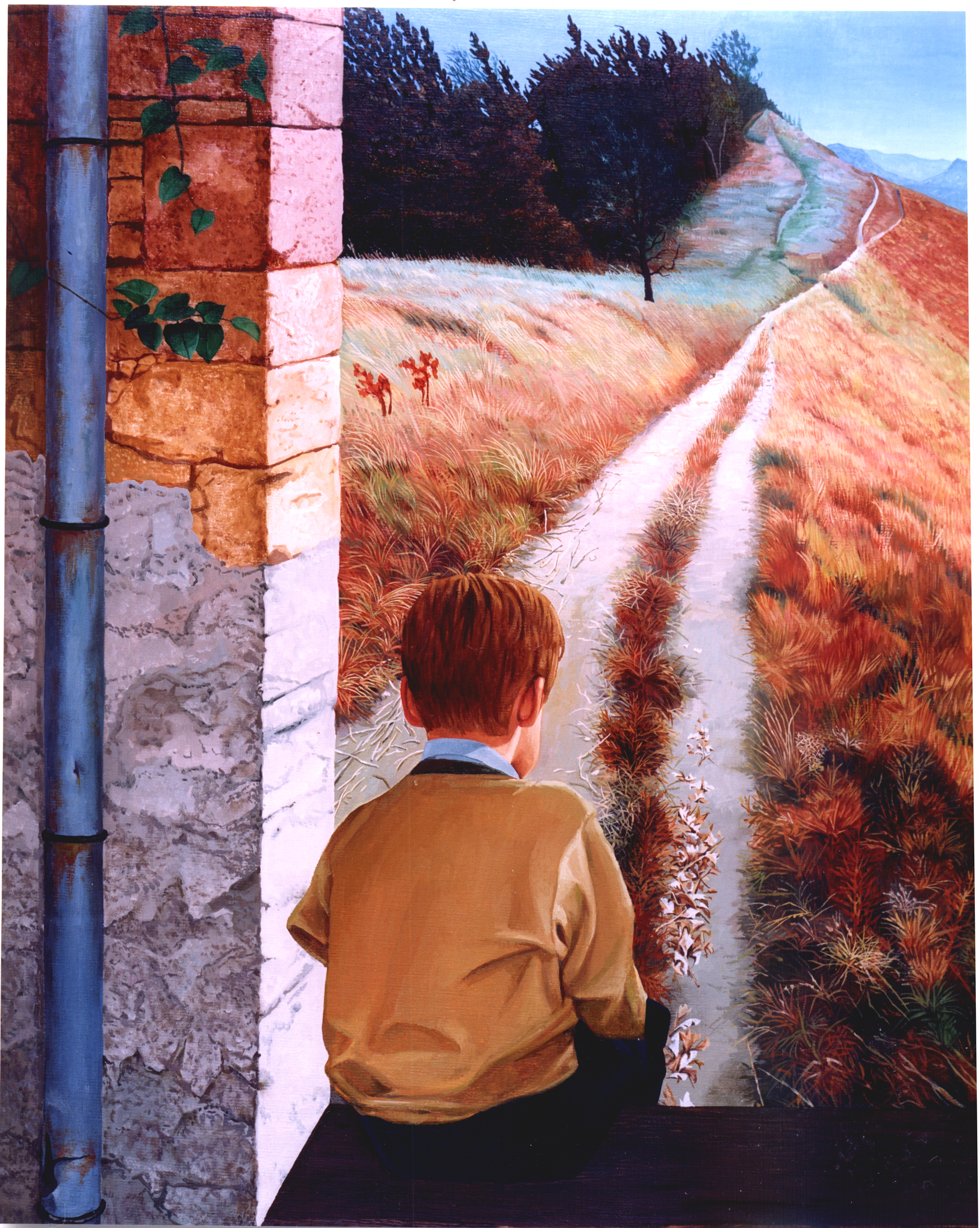
La perspectiva al revés (1988)

En su etapa inicial, Sobisch abordó fugazmente el abstracto, el cubismo, el tachismo y el fauvismo. Su primera exposición fue en la ciudad de Mendoza, en 1953. A ésta le siguieron más de doscientas muestras ―individuales y colectivas― en casi todo el país y en el exterior.
A partir de 1958, en México expuso en el Museo de Arte Moderno del D. F.  y en distintas galerías privadas de arte (Génova, Proteus). Además, en ese país estudió muralismo, tipografía, arte precolombino y diagramación de libros en el Fondo de Cultura Económica de México. En arte precolombino se perfeccionó con el profesor Claudio Esteva Fabregat, en pintura mural con Jiménez Botey y en tipografía y diagramación, con el profesor Alexandre A. M. Stols.
Expresionismo
En 1960, a su retorno a Mendoza, inició una fecunda etapa en el expresionismo. Exhibió sus obras en Chile, Argentina, Colombia, El Salvador, Uruguay, Perú, Guatemala, Ecuador y Costa Rica. En esa etapa, recibió numerosos premios y distinciones internacionales.
En Buenos Aires continuó su desarrollo en el expresionismo. La generación expresionista ―a la que adhiere Sobisch― tiene como principales exponentes a Fritz Bleyl, Erich Heckel, Karl Schmidt-Rottluff, Ernst Kirchner, Marc Chagall y Emil Nolde.
En el año 1978 Sobisch incursionó fugazmente en la nueva figuración, movimiento que tuvo repercusión en la década de los setenta, y tiene en Argentina, entre sus más destacados exponentes, a Jorge de la Vega, Rómulo Macció y Ernesto Deira.
Entre los años 1978 y 1979 ―previos a su partida a España― pintó series numéricamente amplias, denominadas La gente sola y El sol sobre la cabeza.
Realismo mágico
A partir de 1979, ya radicado en Madrid, inició el que sería su lenguaje definitivo: el realismo. Incursionó primero en el realismo mágico pictórico, corriente artística que presenta elementos mágicos o situaciones ilógicas, en comparación con otras obras consideradas más realistas o normales.
Hiperrealismo
Finalmente, Sobisch recaló en el hiperrealismo. No se detuvo en lo accesorio, realizó una pintura de primeros planos, donde la racionalidad sin concesiones capta al hombre ―en su entorno más íntimo― como forma casi excluyente. Colores intensos, donde no se advierte la pincelada, acentúan la fuerza de una propuesta sin efectismos.
En 1983, participó en la Bienal de Venecia y en la Feria Internacional de Arco. Desde 1985, fue invitado anualmente a participar del Salón de la Figuración Crítica, en el Grand Palais de París, y expuso asiduamente en Les Grands et Jeunes D'Anjourd'hui; como también en galerías privadas de la capital francesa. Realizó muestras, asimismo, en Hamburgo (Alemania ), Pisa (Italia), en Madrid (España) y en alguna ciudad del estado de Íowa (Estados Unidos).

## Muerte
En la plenitud de su madurez técnica y lucidez creativa, luego de una prolífica vida dedicada al arte, la muerte sorprendió a Sobisch tempranamente ―a los 59 años― en la ciudad de Madrid, el 12 de diciembre de 1989. Dejó tras de sí una obra artística trascendente ―pareja en calidad y valores― producto de su inagotable tesón.

## Legado

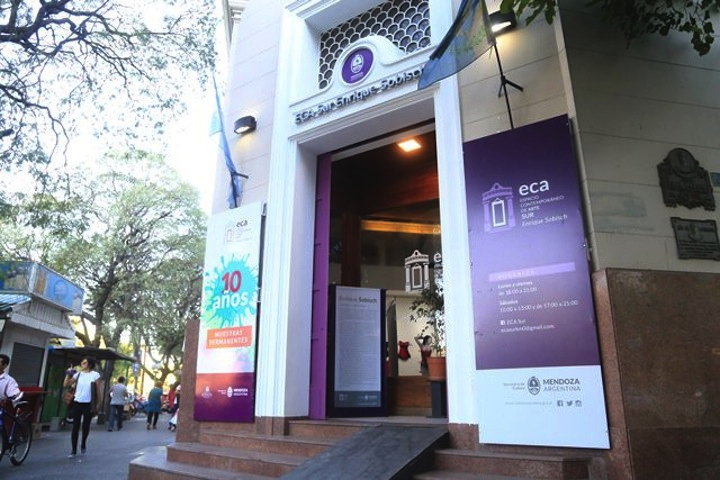
Edificio E.C.A. Sur Enrique Sobisch en San Rafael, Mendoza.

En agosto de 1991, sus colegas y amigos organizaron en Galería de Arte Centoira, de Buenos Aires, una muestra homenaje, en la que participaron Carlos Alonso, Santiago Cogorno, Carlos De La Mota, Fabián Galdamez, Leopoldo Presas, Luis Scafati, Mariano Pagés, Julio Pagano, Alfredo Plank, Leonardo Simone, Pablo Obelar, María Jesús Martín y Pablo Sobisch, entre otros.
El 2 de agosto de 2006, se inauguró en el Museo Municipal de Arte Moderno de la ciudad de Mendoza, la muestra denominada De Sobisch a Sobisch, en la que se expusieron obras de Enrique Sobisch, juntamente con las de su hijo Pablo. Esa muestra fue comentada por los diarios mendocinos Los Andes y Uno.
El 11 de octubre de 2018 y en coincidencia con el décimo aniversario de su apertura el Espacio Contemporáneo de Arte de San Rafael, ciudad natal del pintor, pasó a llamarse “E.C.A. SUR Enrique Sobisch”. La imposición del nombre al edificio del Ex Banco de Mendoza ubicado en el km. 0 de la ciudad donde funciona la rama local del Espacio Contemporáneo de Arte fue acompañada con una serie de eventos y exposiciones celebrados en diferentes locaciones destacándose la muestra “La línea no existe” con obras del autor en el Museo Omar Reina.

## Trabajos notables
- Ilustró los libros Pachamama (1954), Ahí va Lucas Romero (1963) y Amanecer bajo los puentes, de Armando Tejada Gómez.
- Pintó un mural en la Escuela Nacional de Educación Técnica (ENET) n.º 1 Pablo Nogués, de la ciudad de Mendoza.[13] La obra representa al general José de San Martín en los talleres de forja de El Plumerillo, junto al fraile sanjuanino Luis Beltrán (1784-1827), cuando ambos estaban abocados a la fabricación de las armas para el Ejército Libertador.
- En 1976 pintó un mural de la figura de Juan Manuel Belgrano en la Escuela Nacional de Educación Técnica (ENET) Nº 1 de Resistencia (Chaco). La obra fue inaugurada el 8 de julio de ese año, durante los actos por el Día de la Independencia. Fue de las primeras en que se representó al prócer con un libro en una mano y una espada en la otra, simbolizando su amor por la educación y sus triunfos en las batallas. El mural fue impulsado por la María Luisa Lucas mientras era diputada provincial del Chaco por la UCR (1973-1976) e inaugurado cuando era exdiputada. Lucas, quien era profesora del establecimiento, presidió la Comisión de Homenaje al Gral. Manuel Belgrano y colaboró con Sobisch en la conceptualización de cómo sería recreado el patriota.
- Pintó un mural en el Círculo de Periodistas de Mendoza.
- En Argentina obtuvo altas distinciones: Primer Premio de la Bienal de Artes; Mendoza (1956); Salón Nacional de Bellas Artes, Buenos Aires (1957); Primer Premio Dibujo Dirección de Cultura, Mendoza (1966); Medalla de oro Salón Anual de Santa Fe; Premio a la serie «El pintor y la modelo», Mendoza (1977).
- En 1975, realizó en el Sindicato Provincial de Prensa, de Mendoza, una exposición de óleos y dibujos del famoso boxeador Nicolino Locche, que este agradeció personalmente; además, escribió el guion de la película dirigida por Rodolfo Braceli, denominada Nicolino «Intocable» Locche.
- En 1978, realizó en la galería El Aleph, de Buenos Aires, una exposición de más de 100 obras, denominada Homenaje a Marc Chagall.
- En el Reino de España obtuvo el Premio Sala de Comercio e Industria, Madrid (1981); Premio Pintura Puerto Príncipe, España (1983).
- Ilustró La Gaceta del Fondo de Cultura Económica de México.
- Ilustró la revista Pont Bleu, publicación catalana en México.
- Ilustró el libro Sonetos, de Louise Labé, para la Colección Alción, México (1961).
- Ilustró el libro Declinación y ángel, de Antonio Di Benedetto.
- Ilustró cuentos de Alfonso Reyes Ochoa, Carlos Fuentes, Germán Arciniegas, Augusto Roa Bastos, Manuel Andújar, Augusto Monterroso y Emmanuel Carballo.

## Premios
Recibió, entre muchos otros, los siguientes premios:
- Primer Premio de la Bienal de Artes, Mendoza (1956).
- Premio a la obra Figura de niña, en el Primer Salón Nacional de Artes Plásticas de Buenos Aires (1957)
- Primer Premio y Diploma de Honor por la obra Bosque, Mendoza (1962).
- Premio Editorial Codex, Buenos Aires (1964).
- Primer Premio Dibujo Dirección de Cultura Mendoza (1966).
- Medalla de Oro en el XLVII Salón Anual de Santa Fe (1970).
- Premio Especial de dibujo «Club del Orden», en el Salón Anual de Rosario, Santa Fe (1971).
- Premio a la serie «El pintor y la modelo», Mendoza (1977).
- Premio en el Concurso de la Cámara de Comercio e Industria de Madrid (1981).
- Premio Especial en el Concurso de Pintura de Puerto Príncipe, España (1983).